# شست‌برگشته

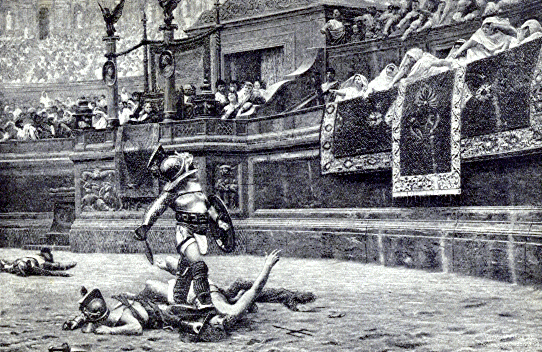
نقاشی ژان-لئون ژروگ

شست‌برگشته (به ایتالیایی: Pollice Verso) یک نقاشی اثر نقاش فرانسوی ژان-لئون ژروم است. در این نقاشی تماشاگران در آمفی‌تئاتر کولوسئوم با نشان دادن انگشت رو به پایین خود خواهان کشته‌شدن گلادیاتور شکست‌خورده هستند.
این نقاشی الهام‌بخش صحنه‌ای از فیلم گلادیاتور بود که کومودوس انگشت خود را برای بخشیدن جان ماکسیموس بالا نگه‌داشت.

## نقاشی

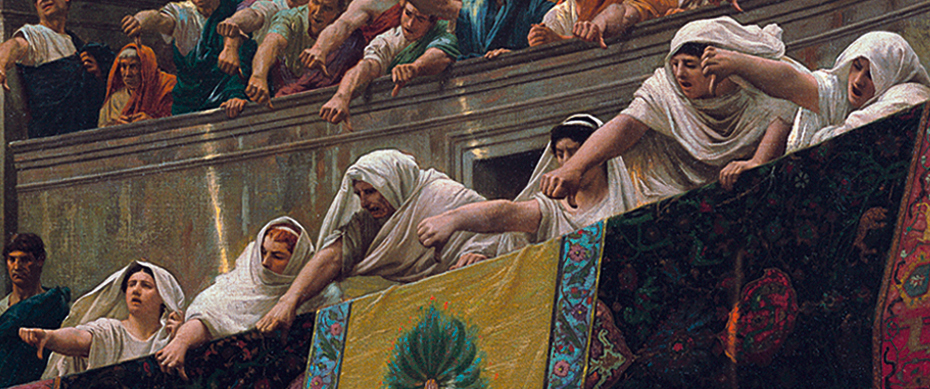
مرتبط

در ردیف نخست تماشاگران، وستال‌ها به چشم می‌خورند. امپراتور نیز در جایگاه مخصوص خود به‌تصویر کشیده شده‌است. ژروم عمداً از نور و ژرفانمایی برای به‌تصویر کشیدن برخی از جزئیات استفاده کرده‌است. ترکیب تماشاگری جنسی و حس برتری اخلاقی از ویژگی‌های خاص سده نوزدهم میلادی است.

### تاریخچه
الکساندر تورنی استوارت این نقاشی را از ژروم خرید و آن را در شهر نیویورک به نمایش گذاشت.

### درستی تاریخی
ژروم آمفی‌تئاتر کولوسئوم را از روی طرح‌های واقع‌بینانه رسم کرده و زره گلادیاتورها نیز براساس یافته‌های باستان‌شناسی در پمپئی رسم شده‌اند. شماری از کتاب‌های لاتین از شست‌برگشته برای نشان‌دادن فرهنگ رومی بهره‌برده‌اند.

### اثرگذاری
تهیه‌کنندگان فیلم گلادیاتورها پیش از این که ریدلی اسکات متن فیلمنامه را بخواند به او بازسازی‌ای از صحنه شست‌برگشته را نشان داده‌بودند.